# 彼得·伊姆雷
彼得·伊姆雷（匈牙利語：Péter Imre，1970年4月1日—），匈牙利男子水球运动员。他曾代表匈牙利国家队参加1992年夏季奥林匹克运动会水球比赛，结果队伍获得第六名。